# 갓김치
갓김치는 갓의 잎과 줄기로 담근 김치이다.
여수 돌산 갓김치에서 분리한 유산균인 베이셀라 키바리아(Weissella cibaria) '위킴(WiKim)28' 균이 아토피 피부염 증상을 개선한다고 알려져 있다.

## 사진 갤러리

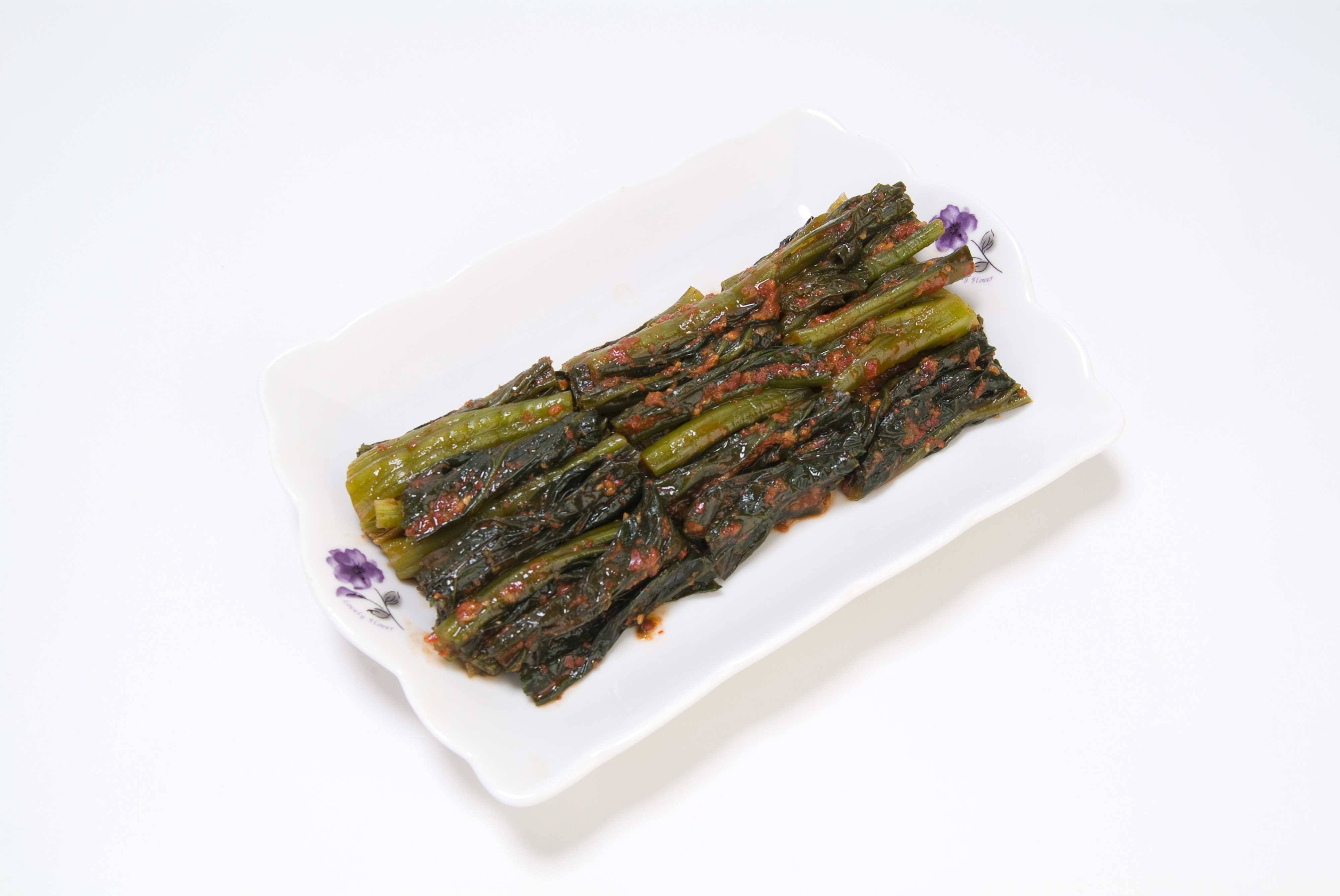
썰어 낸 갓김치
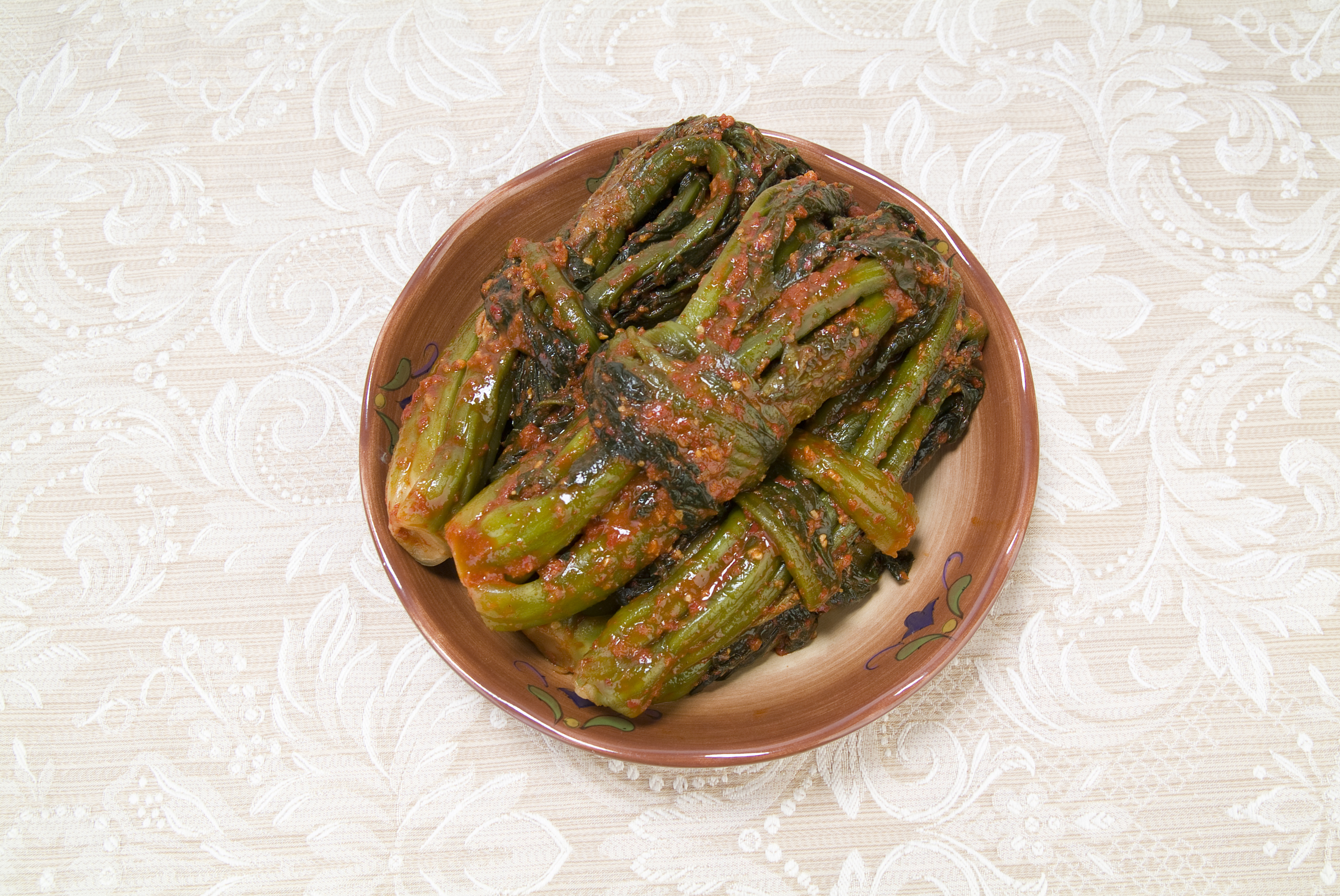
돌돌 말아 낸 갓김치